# Třída Mahan
Třída Mahan byla třída torpédoborců námořnictva Spojených států amerických. Celkem bylo postaveno 18 jednotek této třídy. Všechny byly nasazeny ve druhé světové válce, ve které jich bylo šest ztraceno. Nedlouho po válce byly vyřazeny, přičemž devět jednotek bylo sešrotováno a tři použity při jaderných zkouškách na atolu Bikini.

## Stavba

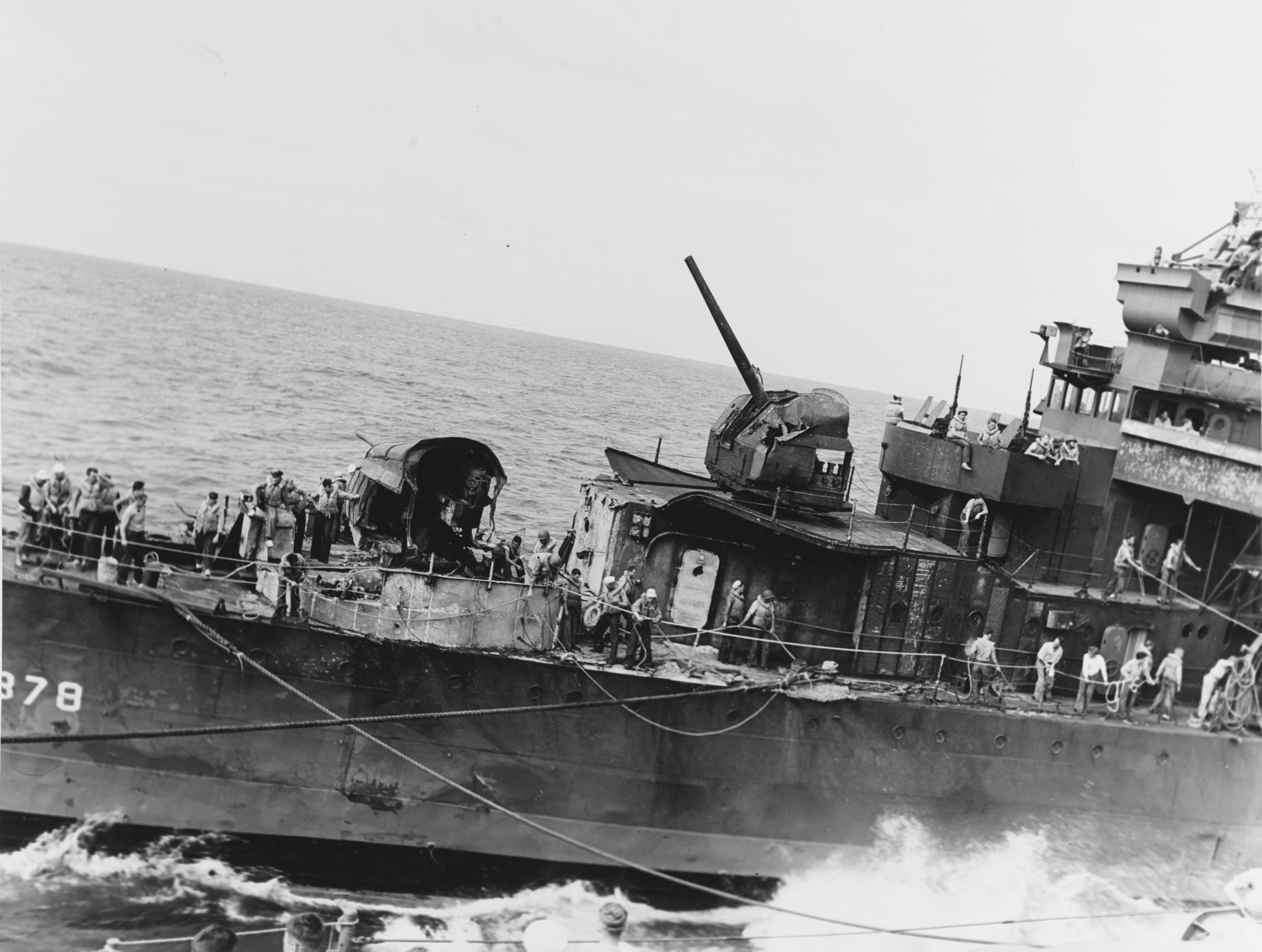
USS Smith u Santa Cruz, 1942

Celkem bylo postaveno 18 jednotek, z nichž 16 bylo objednáno ve finančním roce 1933. Dvojice Dunlap a Fanning byla objednána dodatečně a někdy je označována jako třída Dunlap. Na stavbě této třídy se podílelo osm loděnic. Všechny jednotky byly zařazeny do služby v letech 1936–1937.

## Konstrukce

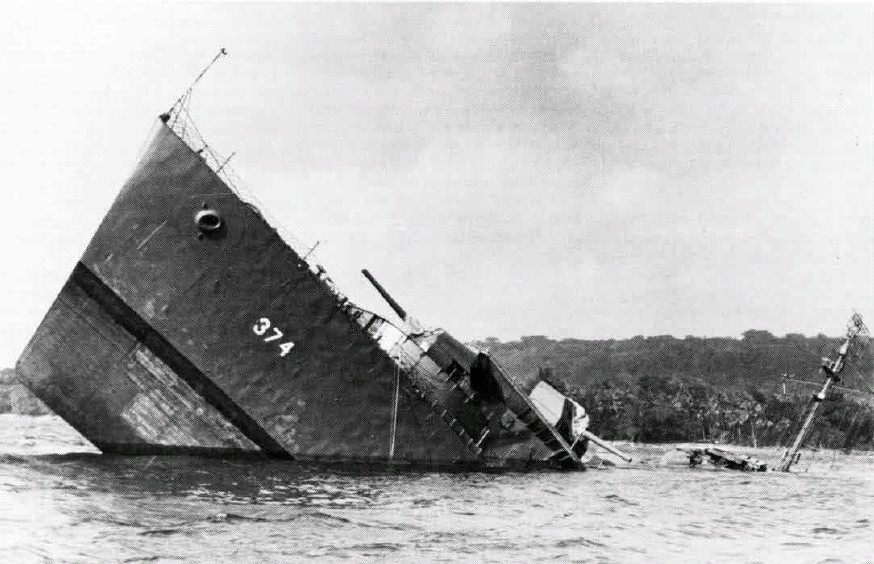
USS Tucker potopený u Espiritu Santo

Celou třídu projektovala společnost Gibbs & Cox. Lodě byly vylepšením torpédoborců třídy Farragut, zásadním vylepšením ale byl například jejich pohonný systém. Základní výzbroj tvořilo pět 127mm kanónů – dva byly umístěny ve dvojici příďových dělových věžích, zatímco zbylé tři byly na zádi. Třetí kanón přitom byl oproti třídě Farragut posunut dozadu, čímž udělal místo pro třetí sadu čtyřhlavňových 533mm torpédometů. Těch plavidla nesla celkem 12, přičemž jeden stál v ose lodi a dva na jejich bocích – na jednu stranu tak torpédoborec mohl současně vypustit až osm torpéd. Protiletadlová výzbroj se po dokončení skládala ze čtyř 12,7mm kulometů. K ničení ponorek rovněž nesly dvě skluzavky a několik vrhačů hlubinných pum. Během války byla protiletadlová výzbroj posilována a na jejím konci ji tak tvořily až dva 40mm kanóny a šest 20mm kanónů.
Pohonný systém tvořily dvě turbíny General Electric a čtyři kotle Babcock and Wilcox. Lodní šrouby byly dva. Nejvyšší rychlost dosahovala 36,5 uzlu.

## Operační nasazení

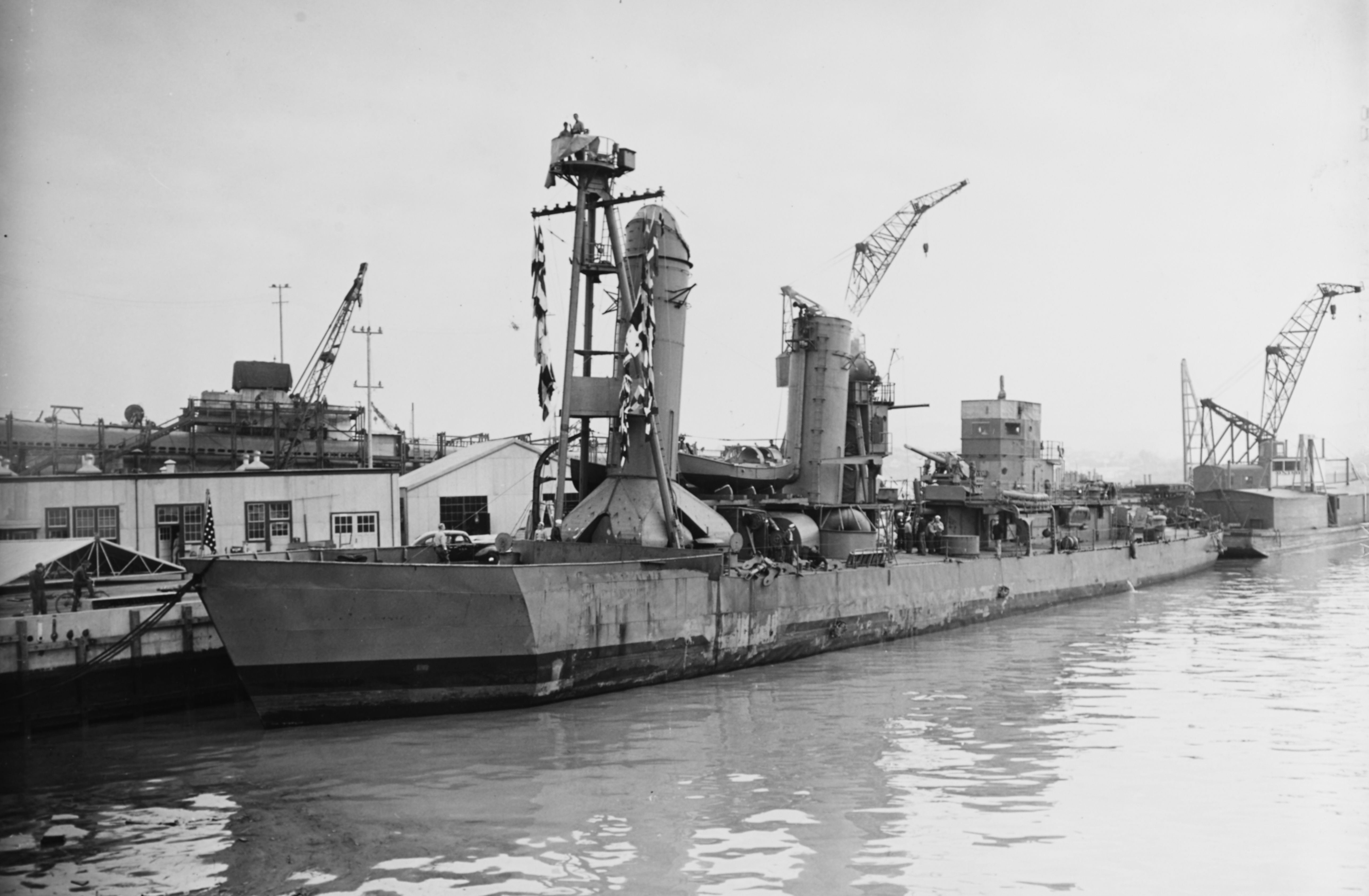
USS Shaw s provizorně opravenou přídí, která mu umožnila odplout ke komplexní rekonstrukci. Torpédoborec přišel o celou příď až po první komín – srovnejte s následující fotografií opraveného torpédoborce.

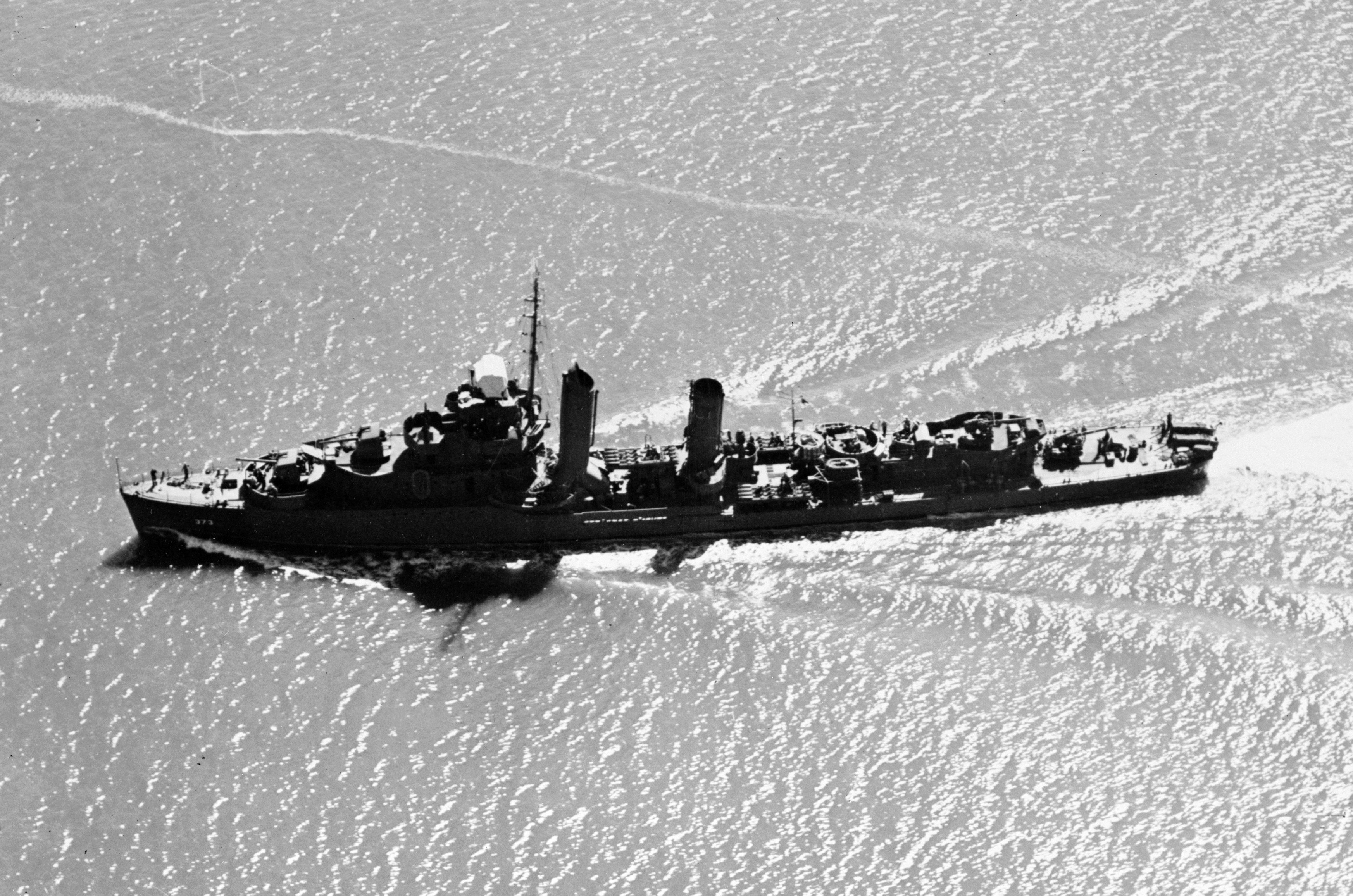
Opravený Shaw s novou přídí v roce 1942

Celá třída byla nasazena v bojích druhé světové války a operovala na pacifickém bojišti. Jednotky Cassin a Downes byly prakticky zničeny při japonském útoku na Pearl Harbor, část jejich vybavení ale byla použita na nových trupech, kterým byla ponechána původní jména a trupová čísla. Shaw byl v době útoku v suchém doku a přišel zde o celou příď až po první komín. Podařilo se ho ale opravit.
Tři lodě byly ztraceny v roce 1942 během kampaně na Šalomounových ostrovech. Tucker se v srpnu 1942 potopil na mině poblíž ostrova Espiritu Santo. Cushing a Preston byly potopeny v listopadu 1942 v třetí bitvě u ostrova Savo a dodnes spočívají na dně tzv. průlivu se železným dnem. Perkins se potopil v roce 1943 po srážce s australskou transportní lodí. Konečně torpédoborce Mahan a Reid potopili japonští kamikaze v prosinci 1944 během filipínské kampaně u Leyte.
Přeživší lodě byly nedlouho po válce vyřazeny. Část jich byla v letech 1946–1948 prodána k sešrotování. Trojice Lamson, Flusser a Conyngham ale byla roku 1946 použita v roli cvičných cílů při jaderných pokusech na atolu Bikini. Jaderný výbuch Able zde způsobil tak rozsáhlé poškození trupu torpédoborce Lamson, že se šest hodin po výbuchu převrátil a potopil. Dodnes tak leží na dně laguny jako oblíbený cíl potápěčů. Flusser výbuchy přečkal a byl později sešrotován. Conyngham rovněž výbuchy přečkal, po dva roky byl zkoumán a v roce 1948 byl potopen poblíž pobřeží Kalifornie.